# Няшино (Тюменская область)
Няшино — деревня в Армизонском районе Тюменской области России. Входит в состав Красноорловского сельского поселения.

## История
В «Списке населенных мест Российской империи» 1871 года издания (по сведениям 1868—1869 годов) населённый пункт упомянут как казённая деревня Няшина Ишимского округа Тобольской губернии, при озере Няшином, расположенная в 103 верстах от окружного центра города Ишим. В деревне насчитывалось 106 дворов и проживало 473 человека (226 мужчин и 247 женщин).
В 1926 году в селе имелось 193 хозяйства и проживало 995 человек (446 мужчин и 549 женщин). Функционировала школа I ступени. В административном отношении являлась центром Няшинского сельсовета Армизонского района Ишимского округа Уральской области.

## География
Деревня находится в южной части Тюменской области, в лесостепной зоне, в пределах Ишимской равнины, к северо-востоку от озера Малого Няшина, к востоку от озера Няшина, на расстоянии примерно 24 километров (по прямой) к востоку-юго-востоку (ESE) от села Армизонское, административного центра района. Абсолютная высота — 135 метров над уровнем моря.
Климат резко континентальный с теплым летом и суровой холодной зимой. Годовое количество осадков — 310 мм. Средняя температура января составляет −18,2 °C, июля — +18,1 °C.

### Часовой пояс
Деревня Няшино, как и вся Тюменская область, находится в часовой зоне МСК+2. Смещение применяемого времени относительно UTC составляет +5:00.

## Население
| 1989 | 2002 | 2010 |
| ---- | ---- | ---- |
| 131  | ↘106 | ↘74  |

Гендерный состав
По данным Всероссийской переписи населения 2010 года в гендерной структуре населения мужчины составляли 52,7 %, женщины — соответственно 47,3 %.
Национальный состав
Согласно результатам переписи 2002 года, в национальной структуре населения русские составляли 97 % из 106 чел.

## Инфраструктура
Действуют начальная школа, фельдшерско-акушерский пункт и магазин.

## Улицы
Уличная сеть деревни состоит из двух улиц.